# Common Consolidated Corporate Tax Base
De Common Consolidated Corporate Tax Base (afgekort CCCTB) is een voorstel voor een gemeenschappelijke geconsolideerde heffingsgrondslag voor de vennootschapsbelasting op een Europees niveau, waar momenteel in Europees verband aan wordt gewerkt.
Het voorstel werd voor het eerst in 2011 ingediend, maar bleek toen te ambitieus voor de lidstaten. In oktober 2016 besloot de Europese Commissie opnieuw een poging te wagen, ditmaal door het voorstel stapsgewijs te introduceren. De eerste stap is een niet-geconsolideerde heffingsgrondslag voor vennootschapsbelasting (CCTB) die in 2019 moet worden geïntroduceerd. De tweede stap betreft de geconsolideerde versie (CCCTB) die gepland staat voor 2021.[1] Beide voorstellen liggen momenteel ter consultatie bij het Europees Parlement en worden behandeld door de Europarlementariërs Paul Tang en Alain Lamassoure.
Een belangrijk kenmerk van de CCCTB is dat de winst door middel van een verdeelsleutel (sharing mechanism) over de betrokken lidstaten verdeeld zal gaan worden. Er is hier gekeken naar de wijze van heffen in de Verenigde Staten, waar reeds lange tijd tussen de staten een verdeelsleutel wordt gehanteerd. Hierbij wordt gewerkt met een vaste formule waarin 3 elementen vertegenwoordigd zijn: de som van de activa, de loonkosten en de omzet.
Een belangrijk doel van de CCCTB is dat men de bestaande problematiek omtrent transfer pricing (verrekenprijzen) tussen belastingplichtigen wil oplossen.
De CCCTB wil het belasten van winsten uiteindelijk aan de betrokken lidstaten overlaten. De CCCTB is dan ook niet een soort Europese Vennootschapsbelasting. Iedere Lidstaat kan zijn eigen tarief blijven hanteren. Met name Nederland wil liever zien, dat er binnen de EU een uniform belastingtarief gaat komen.